# Toni Cantó
Toni Cantó García del Moral, né le 14 janvier 1965 à Valence, est un acteur et homme politique espagnol membre du Parti populaire.
Après une carrière d'acteur, il est successivement élu député de la circonscription de Valence aux Cortes Generales (2011-2019) puis député au Parlement valencien (2019-2021).

## Biographie

### Profession
Toni Cantó García del Moral est acteur, producteur et directeur de théâtre. Il est aussi pédagogue.
Filmographie à compléter
- 1999 : Tout sur ma mère de Pedro Almodovar : Lola

### Carrière politique
Membre d'UPyD, il quitte le parti pour intégrer Ciudadanos en 2015.
Le 20 novembre 2011, il est élu député pour Valence au Congrès des députés et réélu en 2015 et 2016.
En mai 2019, il est élu [Élections au Parlement valencien de 2019|député] au Parlement valencien mais il démissionne de tous ses mandats en 2021. Il adhère au Parti populaire et se présente aux élections à l'Assemblée de Madrid, mais sa candidature est rejetée par le tribunal administratif de Madrid.